# Quvenzhané Wallis
Pour les articles homonymes, voir Wallis.
Quvenzhané Wallis est une actrice afro-américaine, née le 28 août 2003 à Houma en Louisiane. Elle est connue pour avoir joué le rôle d'Hushpuppy dans le film Les Bêtes du sud sauvage, un rôle pour lequel elle a été acclamée par le public. Elle est la plus jeune actrice à être nommée à l'Oscar de la meilleure actrice.

## Biographie
Elle est née à Houma, en Louisiane. Sa mère Qulyndreia est institutrice, et son père Venjie est chauffeur routier. La première partie de son prénom est la contraction des premières syllabes de ceux de ses parents, et sa mère a expliqué  que « zhané » veut dire « fée » en swahili. Quvenzhané a dû mentir sur son âge lors de son audition pour le rôle de Hushpuppy car elle n'avait que 5 ans et l'âge minimum était six ans. Impressionné, le réalisateur l'a choisie parmi plus de quatre mille candidates et décide même d'adapter son script à la petite fille.
En 2013, elle devient à l'âge de neuf ans l'actrice la plus jeune de l'histoire à être nommée pour l'Oscar de la Meilleure Actrice pour sa performance dans Les Bêtes du sud sauvage (2012), et se retrouve en compétition avec l'actrice la plus âgée de toute l'histoire des Oscars à être citée pour ce prix, Emmanuelle Riva, 85 ans, nommée pour Amour. Cependant, elle avait juste six ans durant le tournage du film.
Elle apparait ensuite dans le film Twelve Years a Slave (2013) et dans un remake de la comédie musicale Annie (2014), rôle pour lequel elle est à nouveau acclamée du public et recevant une nomination pour le Golden Globe de la meilleure actrice dans une comédie ou film musical.

## Filmographie

### Séries télévisées
- 2018 : Black-ish de Kenya barris : Kyra (saison 5)
- 2022 : American Horror Story de Ryan Murphy : Bianca (saison 2, épisode 5)
- 2023 : Swagger de Reggie Rock Bythewood : Crystal (saison 1 et 2)

### Cinéma
- 2012 : Les Bêtes du sud sauvage de Benh Zeitlin : Hushpuppy
- 2013 : Boneshaker de Nuotama Bodomo : Blessing
- 2013 : Twelve Years a Slave de Steve McQueen : Margaret Northup
- 2014 : Annie de Will Gluck : Annie
- 2014 : Le Prophète de Joann Sfar : Almitra (voix)
- 2014 : Counting By 7s de Holly Goldberg Sloan : Willow Chance
- 2015 : Père et Fille de Gabriele Muccino : Lucy
- 2016 : Les Trolls  de Walt Dohrn et Mike Mitchell : Harper (voix)
- 2024 : Breathe de Stefon Bristol : Zora

## Distinctions

### Récompenses
- 10e cérémonie des African-American Film Critics Association Awards 2012 : Meilleure révélation de l'année dans un drame fantastique pour Les Bêtes du sud sauvage (2012).
- 8e cérémonie des Austin Film Critics Association Awards 2012 : Meilleure révélation de l'année dans un drame fantastique pour Les Bêtes du sud sauvage (2012).
- 2e cérémonie des Black Film Critics Circle Awards 2012 : Meilleure révélation de l'année dans un drame fantastique pour Les Bêtes du sud sauvage (2012).
- 2012 : Capri de la meilleure actrice dans un drame fantastique pour Les Bêtes du sud sauvage (2012).
- 25e cérémonie des Chicago Film Critics Association Awards 2012 : Meilleure actrice dans un drame fantastique pour Les Bêtes du sud sauvage (2012).
- 17e cérémonie des Florida Film Critics Circle Awards 2012 : Lauréate du Prix Pauline Kael du meilleur espoir dans un drame fantastique pour Les Bêtes du sud sauvage (2012).
- Hollywood Film Awards 2012 : Lauréate du Prix New Hollywood du meilleur espoir féminin dans un drame fantastique pour Les Bêtes du sud sauvage (2012).
- 84e cérémonie des National Board of Review Awards 2012 : Meilleure révélation féminine dans un drame fantastique pour Les Bêtes du sud sauvage (2012).
- 12e cérémonie des New York Film Critics Online Awards 2012 : Meilleure révélation féminine dans un drame fantastique pour Les Bêtes du sud sauvage (2012).
- 13e cérémonie des Phoenix Film Critics Society Awards 2012 : Meilleure jeune actrice dans un drame fantastique pour Les Bêtes du sud sauvage (2012).
- 17e cérémonie des Satellite Awards 2012 : Meilleure révélation féminine de l'année dans un drame fantastique pour Les Bêtes du sud sauvage (2012).
- 2012 : Village Voice Film Poll du meilleur espoir féminin dans un drame fantastique pour Les Bêtes du sud sauvage (2012).
- 11e cérémonie des Washington D.C. Area Film Critics Association Awards 2012 : Meilleur jeune espoir dans un drame fantastique pour Les Bêtes du sud sauvage (2012).
- 9e cérémonie des Women Film Critics Circle Awardss 2012 : Meilleur jeune espoir dans un drame fantastique pour Les Bêtes du sud sauvage (2012).
- 7e cérémonie des EDA Awards 2013 : Meilleur espoir féminin dans un drame fantastique pour Les Bêtes du sud sauvage (2012).
- 2013 : Black Reel Awards du meilleur espoir féminin dans un drame fantastique pour Les Bêtes du sud sauvage (2012).
- 2013 : Black Reel Awards de la meilleure jeune actrice dans un drame fantastique pour Les Bêtes du sud sauvage (2012).
- 18e cérémonie des Critics' Choice Movie Awards 2013 : Meilleur espoir dans un drame fantastique pour Les Bêtes du sud sauvage (2012).
- 2013 : Gold Derby Awards du meilleur espoir féminin dans un drame fantastique pour Les Bêtes du sud sauvage (2012).
- 2013 : Online Film & Television Association Awards du meilleur espoir féminin dans un drame fantastique pour Les Bêtes du sud sauvage (2012).
- Festival international du film de Santa Barbara 2013 : Lauréate du Prix Virtuoso du meilleur espoir féminin dans un drame fantastique pour Les Bêtes du sud sauvage (2012).
- 2013 : Young Artist Awards de la meilleure performance pour une jeune actrice principale dans un drame fantastique pour Les Bêtes du sud sauvage (2012).
- 2014 : Young Artist Awards de la meilleure performance pour une jeune actrice principale dans une comédie musicale pour Annie (2014) pour le rôle d'Annie Bennett.

### Nominations
- 2012 : Awards Circuit Community Awards de la meilleure actrice dans un rôle principal dans un drame fantastique pour Les Bêtes du sud sauvage (2012).
- 11e cérémonie des Chicago Film Critics Association Awards 2012 : Meilleure actrice dans un drame fantastique pour Les Bêtes du sud sauvage (2012).
- 22e cérémonie des Dallas-Fort Worth Film Critics Association Awards 2012 : Meilleure actrice dans un drame fantastique pour Les Bêtes du sud sauvage (2012).
- 22e cérémonie des Gotham Independent Film Awards 2012 : Meilleure révélation de l'année dans un drame fantastique pour Les Bêtes du sud sauvage (2012).
- 2012 : Indiewire Critics' Poll de la meilleure actrice principal dans un drame fantastique pour Les Bêtes du sud sauvage (2012).
- 2012 : International Online Film Critics' Poll de la meilleure actrice dans un rôle principal dans un rôle principal dans un drame fantastique pour Les Bêtes du sud sauvage (2012).
- 13e cérémonie des Phoenix Film Critics Society Awards 2012 :
  - Meilleure révélation de l'année dans un drame fantastique pour Les Bêtes du sud sauvage (2012).
  - Meilleure jeune actrice principale dans un drame fantastique pour Les Bêtes du sud sauvage (2012).
- 9e cérémonie des St. Louis Film Critics Association Awards 2012 : Meilleure actrice dans un drame fantastique pour Les Bêtes du sud sauvage (2012).
- 8e cérémonie des Utah Film Critics Association Awards 2012 : Meilleure actrice dans un drame fantastique pour Les Bêtes du sud sauvage (2012).
- 2012 : Village Voice Film Poll de la meilleure actrice dans un drame fantastique pour Les Bêtes du sud sauvage (2012).
- 2013 : BET Awards de la meilleure actrice dans un drame fantastique pour Les Bêtes du sud sauvage (2012).
- 2013 : BET Awards de la meilleure jeune actrice dans un drame fantastique pour Les Bêtes du sud sauvage (2012).
- 11e cérémonie des Central Ohio Film Critics Association Awards Awards 2013 : 
  - Meilleure actrice dans un drame fantastique pour Les Bêtes du sud sauvage (2012).
  - Artiste la plus prometteuse dans un drame fantastique pour Les Bêtes du sud sauvage (2012).
- 19e cérémonie des Chlotrudis Awards 2013 : Meilleure actrice dans un drame fantastique pour Les Bêtes du sud sauvage (2012).
- 18e cérémonie des Critics' Choice Movie Awards 2013 : Meilleure actrice dans un drame fantastique pour Les Bêtes du sud sauvage (2012).
- 4e cérémoniedes Denver Film Critics Society Awards 2013 : Meilleure actrice dans un drame fantastique pour Les Bêtes du sud sauvage (2012).
- 18e cérémonie des Empire Awards 2013 : Meilleur espoir féminin dans un drame fantastique pour Les Bêtes du sud sauvage (2012).
- 28e cérémonie des Independent Spirit Awards 2013 : Meilleure actrice dans un drame fantastique pour Les Bêtes du sud sauvage (2012).
- 2e cérémonie des Georgia Film Critics Association Awards 2013 : 
  - Meilleure actrice dans un drame fantastique pour Les Bêtes du sud sauvage (2012).
  - Artiste la plus prometteuse dans un drame fantastique pour Les Bêtes du sud sauvage (2012).
- 2013 : Gold Derby Awards de la meilleure actrice principale dans un drame fantastique pour Les Bêtes du sud sauvage (2012).
- Golden Schmoes Awards 2013 : 
  - Meilleure actrice de l'année dans un drame fantastique pour Les Bêtes du sud sauvage (2012).
  - Meilleur espoir féminin de l'année dans un drame fantastique pour Les Bêtes du sud sauvage (2012).
- 7e cérémonie des Houston Film Critics Society Awards 2013 : Meilleure actrice dans un drame fantastique pour Les Bêtes du sud sauvage (2012).
- 44e cérémonie des NAACP Image Awards 2013 : Meilleure actrice dans un drame fantastique pour Les Bêtes du sud sauvage (2012).
- 2013 : International Online Cinema Awards de la meilleure actrice dans un rôle principal dans un drame fantastique pour Les Bêtes du sud sauvage (2012).
- 2013 : MTV Movie + TV Awards du meilleur espoir féminin dans un drame fantastique pour Les Bêtes du sud sauvage (2012).
- 2013 : North Carolina Film Critics Association Awards de la meilleure actrice dans un drame fantastique pour Les Bêtes du sud sauvage (2012).
- Online Film & Television Association Awards 2013 : 
  - Meilleur espoir féminin dans un drame fantastique pour Les Bêtes du sud sauvage (2012).
  - Meilleure actrice dans un drame fantastique pour Les Bêtes du sud sauvage (2012).
- 16e cérémonie des Online Film Critics Society Awards 2013 : Meilleure actrice dans un drame fantastique pour Les Bêtes du sud sauvage (2012).
- 85e cérémonie des Oscars 2013 : Meilleure actrice dans un drame fantastique pour Les Bêtes du sud sauvage (2012).
- 14e cérémonie des Phoenix Film Critics Society Awards 2013 : Meilleure distribution dans un drame biographique pour Twelve Years a Slave (2013) partagée avec Chiwetel Ejiofor, Michael Fassbender, Lupita Nyong'o, Benedict Cumberbatch, Paul Dano, Paul Giamatti, Sarah Paulson, Brad Pitt, Alfre Woodard, Adepero Oduye, Garret Dillahunt, Scoot McNairy, Taran Killam, Chris Chalk, Michael Kenneth Williams, Liza J. Bennett, Kelsey Scott, Devyn A. Tyler et Cameron Zeigler.
- 39e cérémonie des Saturn Awards 2013 : Meilleur(e) jeune acteur ou actrice dans un drame fantastique pour Les Bêtes du sud sauvage (2012).
- 2014 : Días de Cine Awards de la meilleure actrice étrangère dans un drame fantastique pour Les Bêtes du sud sauvage (2012).
- 1re cérémonie des Women Film Critics Circle Awards 2014 : Meilleure jeune actrice dans une comédie musicale pour Annie (2014) pour le rôle d'Annie Bennett.
- 2015 : BET Awards de la meilleure jeune actrice dans une comédie musicale pour Annie (2014) pour le rôle d'Annie Bennett.
- 2015 : Black Reel Awards de la meilleure jeune actrice dans une comédie musicale pour Annie (2014) pour le rôle d'Annie Bennett.
- 20e cérémonie des Critics' Choice Movie Awards 2015 : Meilleur espoir dans une comédie musicale pour Annie (2014) pour le rôle d'Annie Bennett.
- 72e cérémonie des Golden Globes 2015 : Meilleure actrice dans une comédie musicale pour Annie (2014) pour le rôle d'Annie Bennett.
- 2015 : NAACP Image Awards de la meilleure actrice dans une comédie musicale pour Annie (2014) pour le rôle d'Annie Bennett.
- National Film Awards 2015 : Meilleure actrice dans une comédie musicale pour Annie (2014) pour le rôle d'Annie Bennett.
- 2015 : National Film Awards du meilleur espoir féminin dans une comédie musicale pour Annie (2014) pour le rôle d'Annie Bennett.
- 2016 : BET Awards de la meilleure jeune actrice dans une comédie d'animation pour Les Trolls  (2014).
- 2016 : Black Reel Awards de la meilleure performance vocale dans une comédie d'animation pour Les Trolls  (2014).